# 旱地黄鼠属
旱地黄鼠属（学名：Xerospermophilus）是哺乳纲、啮齿目、松鼠科的一个属，分布于北美洲，由美国南至墨西哥。

## 物种
此屬下含四个种：
- 莫哈韦黄鼠， Xerospermophilus mohavensis
- 佩羅特黄鼠， Xerospermophilus perotensis
- 斑点黄鼠， Xerospermophilus spilosoma
- 圆尾黄鼠， Xerospermophilus tereticaudus